# Josef Eder
Josef Eder (ur. 2 maja 1942 w Innsbrucku) – austriacki bobsleista. Srebrny medalista olimpijski z Grenoble.
Zawody w 1968 były jego pierwszymi igrzyskami olimpijskimi. Austriacki bob, w składzie Erwin Thaler, Reinhold Durnthaler, Herbert Gruber, Eder, zajął drugie miejsce w czwórkach. Brał udział w IO 72, już bez medalowych osiągnięć.